# 말뫼 스타디온
말뫼 스타디온(스웨덴어: Malmö Stadion)은 스웨덴 말뫼에 있는 축구 경기장으로, 과거 말뫼 FF의 홈구장으로 사용된 곳이며 27,500명을 수용할 수 있다. 1958년 FIFA 월드컵과 UEFA 유로 1992 경기장으로 선정되었다.